# Caustella
Caustella is een geslacht van vlinders van de familie snuitmotten (Pyralidae), uit de onderfamilie Phycitinae.

## Soorten
- C. micralis (Hampson, 1896)
- C. phoenicias Hampson, 1930
- C. strigifera Hampson, 1930